# Excelsior Recordings
Excelsior Recordings est un label discographique indépendant, basé à Amsterdam, aux Pays-Bas. Le label compte plus de 400 albums publiés.

## Histoire
Excelsior est formé par Ferry Roseboom et Frans Hagenaars sous le nom de « Nothing Sucks Like Electrolux », et a sorti quelques singles de sept pouces à tirage limité en 1995. Le nom Excelsior est adopté en 1996 après l'acquisition du label par MCA Records en tant que filiale pour la sortie d'albums de rock alternatif aux Pays-Bas. En 2001, le label acquiert un distributeur aux États-Unis, Sure Fire Recordings. Le label est ensuite acquis par V2 Records. 

## Groupes et artistes
Ils incluent notamment : Absynthe Minded, Alamo Race Track, Alex Roeka (nl), Anne Soldaat (nl), Awkward i (nl), Bauer, Beans and Fatback, Caesar (nl), Claw Boys Claw (nl), Cloud Cafe (nl), Daily Bread (nl), Daryll-Ann, De Staat, Do-The-Undo, Eckhardt, Spinvis, Under Byen, et ZZz.